# 瓦莲京娜·加甘诺娃
瓦莲京娜·伊万诺芙娜·加干诺娃（俄語：Валентина Ивановна Гаганова，1932年—2010年），旧译瓦利亚·加加诺娃，是苏联纺织女工，先进生产者，社会主义劳动英雄。
她不计报酬，自愿从先进工作队转到落后工作队，帮助他们追赶先进的模范劳动事迹在同时代的社会主义国家广泛流传。

## 生平
1932年出生于苏联俄罗斯苏维埃联邦社会主义共和国加里宁州（现特维尔州）斯皮羅沃區齐里布舍沃村。自1949年起，在上沃洛乔克维施涅沃洛茨基棉纺联合工厂工作。1957年，转正为苏共党员。
在工作期间，历任普通纺织工，先进工作队队长。1958年9月，为了帮助落后的同志，求得生产的共同高涨，她自愿从先进工作队撤出，到同车间的另一个落后工作队去工作。虽然工资减少了四分之一，但她不计较个人得失，决心帮助落后队伍提高技术水平，改进劳动组织，争取提高为先进工作队。在她的领导下，落后工作队很快就一跃而为先进的工作队。到了1959年7月份，该队每天至少能够完成计划的118％。
在1959年6月底召开的苏共中央全会上，加干诺娃的事迹受到了赫鲁晓夫的赞扬。7月8日，苏联最高苏维埃主席团发布命令，决定授予加干诺娃“社会主义劳动英雄”的称号，以及“列宁勋章”、“镰刀和锤子”金质奖章。7月31日，伏罗希洛夫亲自为她授勋。
加干诺娃的事迹经过广播广泛流传。“帮助落后赶先进”成为了社会主义劳动竞赛运动的新特点。在苏联，体育界、商业部门也纷纷效仿此做法。德意志民主共和国、阿尔巴尼亚社会主义人民共和国等社会主义国家也开展了类似的运动。
加干诺娃在职业生涯的最后几年担任该工厂的副厂长。1990年退休。2010年10月25日，在上沃洛乔克去世。安葬于城市公墓英雄巷。

## 延伸阅读
- （苏）勒·伊凡诺夫; （苏）符·鲍诺玛列夫. . 由丁相英，李成银翻译. 北京: 纺织工业出版社. 1960年4月.